# مشاركة مجتمعية
تتناول هذه المقالة جهود إفادة المجتمع الأساسية. لجهود إفادة المجتمع الحكومي، راجع المشاركة العامة.
المشاركة المجتمعية تشير إلى عملية كيفية قيام المنظمات غير الربحية والأفراد بإقامة علاقات مستمرة ودائمة بهدف تطبيق الرؤية الجمعية لإفادة المجتمع. وفي حين أن تنظيم المجتمع ينطوي على عملية إقائمة حركة أساسية تضم المجتمعات، تتناول المشاركة المجتمعية أساسًا ممارسة تحريك المجتمعات المستهدفة نحو التغيير، ويكون التغيير دائمًا من وضع التوقف أو ما يشابهه من وضع معلق.

## الأصول
يمكن متابعة جذور المشاركة المجتمعية حتى مفهوم ربحية المجتمع, وهو مصطلح نشأ من مفهوم القانون الإنجليزي، المنصوص عليه في قرار قضائي عام 1891 يعرف أنواعًا أربعة للمنظمات الخيرية:صناديق لتطوير التعليم، وصناديق للتنمية الدينية، وصناديق لأغراض ربحية أخرى تفيد المجتمع.
لقد أصبحت ربحية المجتمع طريقة مهمة للمثاليات المؤسسية، وهي طرق تطورت للوصول بفعالية إلى المجتمعات التي تهدف تلك الكيانات لمساعدتها. ولقد أدى هذا إلى ميلاد مصطلح تنظيم المجتمع، الذي يتناسب مع مقدار قلق الولايات المتحدة، والذي اكتسب قوة كبيرة على مدار الوقت منذ أوائل القرن التاسع عشر. إن المشتغلين في المشاركة المجتمعية ينتمون إلى مجالات مختلفة، بدءًا من كونهم أعضاء في المجتمع المحلي ووصولاً إلى كونهم متخصصين مثل مطوري المشروعات أو العاملين الاجتماعيين. أضف إلى ذلك، يمكن أن يكونوا متخصصين في مشكلات معينة، مثل المنظمين الأساسيين الذين يركزون على العدالة الاقتصادية، أو مستشاري إعادة التأهيل الذين يركزون على المشكلات المتعلقة بالإعاقات.
إن منهجيات المشاركة المجتمعية هي نتاج المشكلات في هيكل إدارة ربحية المجتمع حاليًا, فقد عجزت المجالس التي تدير المشروعات المجتمعية عن الاستمرار في إقناع أنفسهم أو المجتمع بتدعيم المشروعات التي شاركوا فيها. وقد يكون هذا ناتجًا عن "الاستهداف الخاطئ للمحاسبة عن المشكلات في المجالس الإدارية، أو الحماسة الزائدة للإدارة التفصيلية للموارد أو مجلس الإدارة المختل وظيفيًا بالكلية أو مجلس الإدارة الفقير / أو علاقات القوة العاملة أو التخطيط التنظيمي غير المرضي.” ونظرًا لتراكم تلك المشكلات، أصبح أعضاء المجتمع أنفسهم أيضًا متأثرين تأثرًا مباشرًا ومن ثم أصبحوا بالمثل معترضين على التغيير في إطار نواحي التطوير الخاصة بهم.

## الأساليب الحالية وتطبيقها
المشاركة المجتمعية العملية تستخدم كوسيلة فعالة لتحقيق التغيير. ففي حين أن معظم المعايير الحالية تستخلص وسائل أكثر ثباتًا من خلال تقنيات التسويق المعيارية، تنطوي المشاركة المجتمعية على التطبيق الفعال لعملية متخصصة تهدف إلى التنشيط وتشبه الدليل ثماني الخطوات المذكور أدناه والذي وضعه هيلدي جوتليب في Creating the Future. ورغم أنه قد يكون لتلك العملية أوجه تشابه مع النموذج المثير للجدل لـ جمع التبرعات بالتصادق, فإن تركيز المشاركة المجتمعية هو إقامة علاقات نزيهة من أجل المجتمع، ليس بهدف جمع المال فقط. هذه الخطوات هي:
1. تحديد أهداف الخطة
2. التخطيط الشامل لمن سيشترك
3. وضع إستراتيجيات المشاركة للأشخاص الذين تعرفهم فعلاً
4. وضع إستراتيجيات المشاركة للأشخاص الذين لا تعرفهم فعلاً
5. تحديد الأولويات في تلك الأنشطة
6. وضع خطة للتنفيذ
7. مراقبة تقدمك
8. الحفاظ على تلك العلاقات

توجد برامج أخرى لمساعدة المجتمعات في عملية إقامة تحالفات مجتمعية للمشاركة. ومن أمثلة تلك البرامج برنامج المجتمعات التي تهتم الذي يساعد المجتمعات في تقييم احتياجاتها وتنفيذ برامج فعالة ومختبرة لمعالجة المشكلات المحددة.

### مفاهيم أساسية
قد تنطوي المشاركة المجتمعية على استخدام مفاهيم أساسية معينة ترتبط بقطاع المنظمات غير الربحية مثل:
- جمع التبرعات بالتصادق
- تخطيط تأثير المجتمع
- السيطرة القائمة على المجتمع
- تنمية الموارد القائمة على الأصول
- تخطيط تأثير المجتمع القائم على رؤية
- تخطيط الاستعداد التنظيمي
- إقامة البرامج على أساس الموارد المشتركة
- التخابر المجتمعي
- وضع برنامج قائم على المجتمع

## وصلات خارجية
- |Merrimack College Center for Engaged Democracy - Merrimack College Center for Engaged Democracy
- Tamarack - Tamarack - An Institute for Community Engagement
- Vibrant Communities Canada - Vibrant Communities Canada
- OU Engage - University of Oklahoma program for community engagement
- 360 Communities - A nonprofit building stronger, healthier communities by empowering individuals to own the future of their communities
- Good Participatory Practice for HIV Prevention Trials - A framework endorsed by برنامج الأمم المتحدة المشترك لفيروس نقص المناعة البشرية/الإيدز detailing the roles and responsibilities of clinical trial sponsors and implementers towards study participants and their communities in HIV prevention trials
- Good Participatory Practice for TB Drug Trials - A framework detailing the roles and responsibilities of clinical trial sponsors and implementers towards study participants and their communities in tuberculosis drug trials